# 水郷

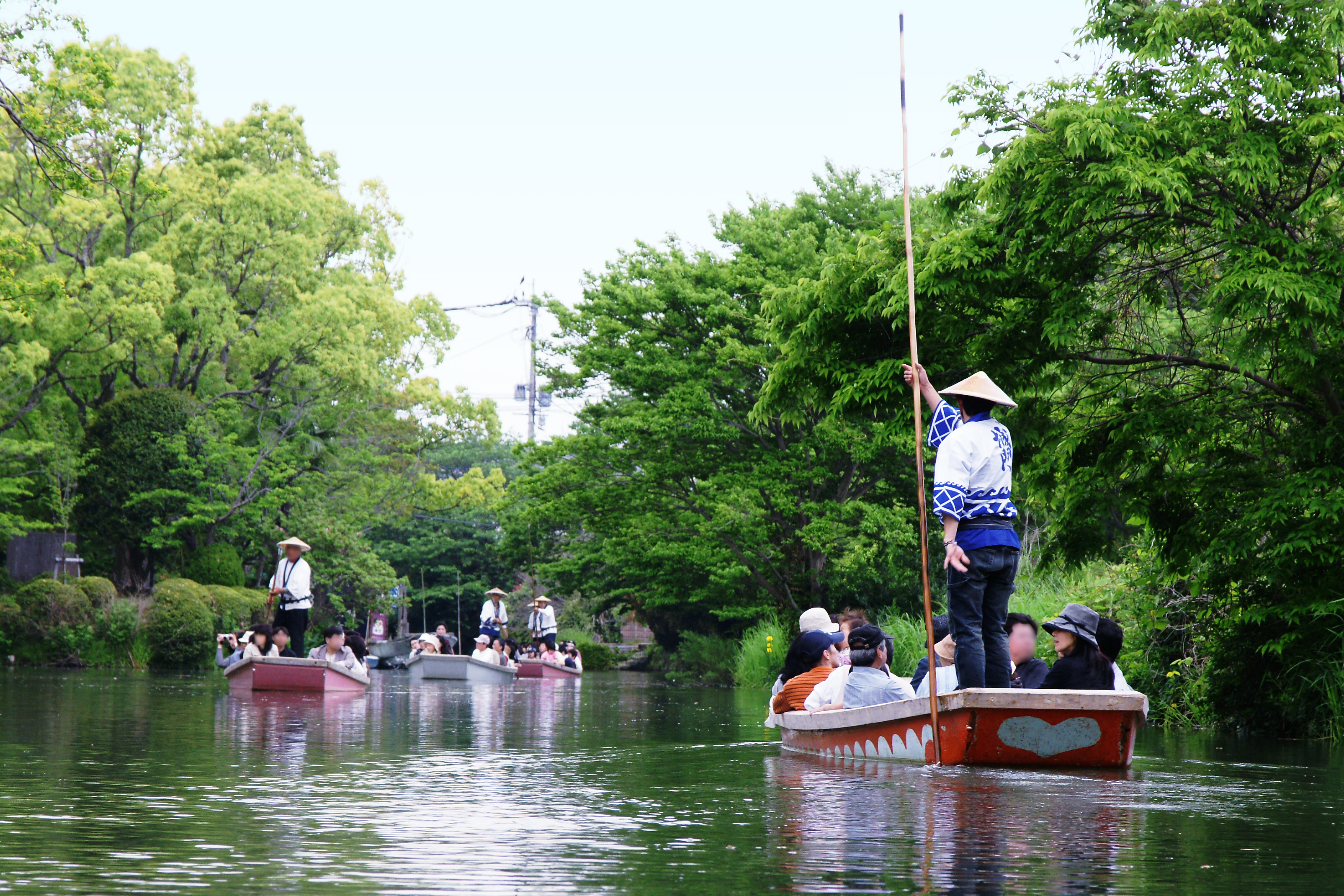
水郷の例（柳川市）

水郷（すいごう、すいきょう）とは、河川や湖沼が多くある景勝地。河川の下流域や湖沼の周辺などの低平な湿地の広い地域をいう。

## 概要
(1) 水のほとりの村、(2) 河川や湖沼が多くある景勝地、(3) 特に茨城県・千葉県にまたがる利根川下流域から霞ヶ浦にかけての低湿地帯の称、のこと。
明治時代から昭和の初めにかけて水郷は「すいきょう」と呼ばれ、水のほとりの村を指していた。このころ文人墨客により日本の各地で水郷と呼ばれていた場所があった。
そして、その中で利根川下流から霞ヶ浦にかけての地域を、他の地域と区別するために「すいごう」と呼ぶようになった。千葉県香取市、茨城県潮来市、鹿嶋市は「水郷三都」と称されている。
現在では、河川の合流部や下流の三角州地域、湖沼の近くなどの低湿な水辺地域のことを「水郷」と呼ぶことが多い。このため一般的に移動手段として舟運が発達していた。なお、福岡県の柳川、滋賀県の近江八幡、茨城県の潮来の三つは日本三大水郷と呼ばれている。

## 著名な地域

### 中華人民共和国
- 江南水郷古鎮（中国語版）

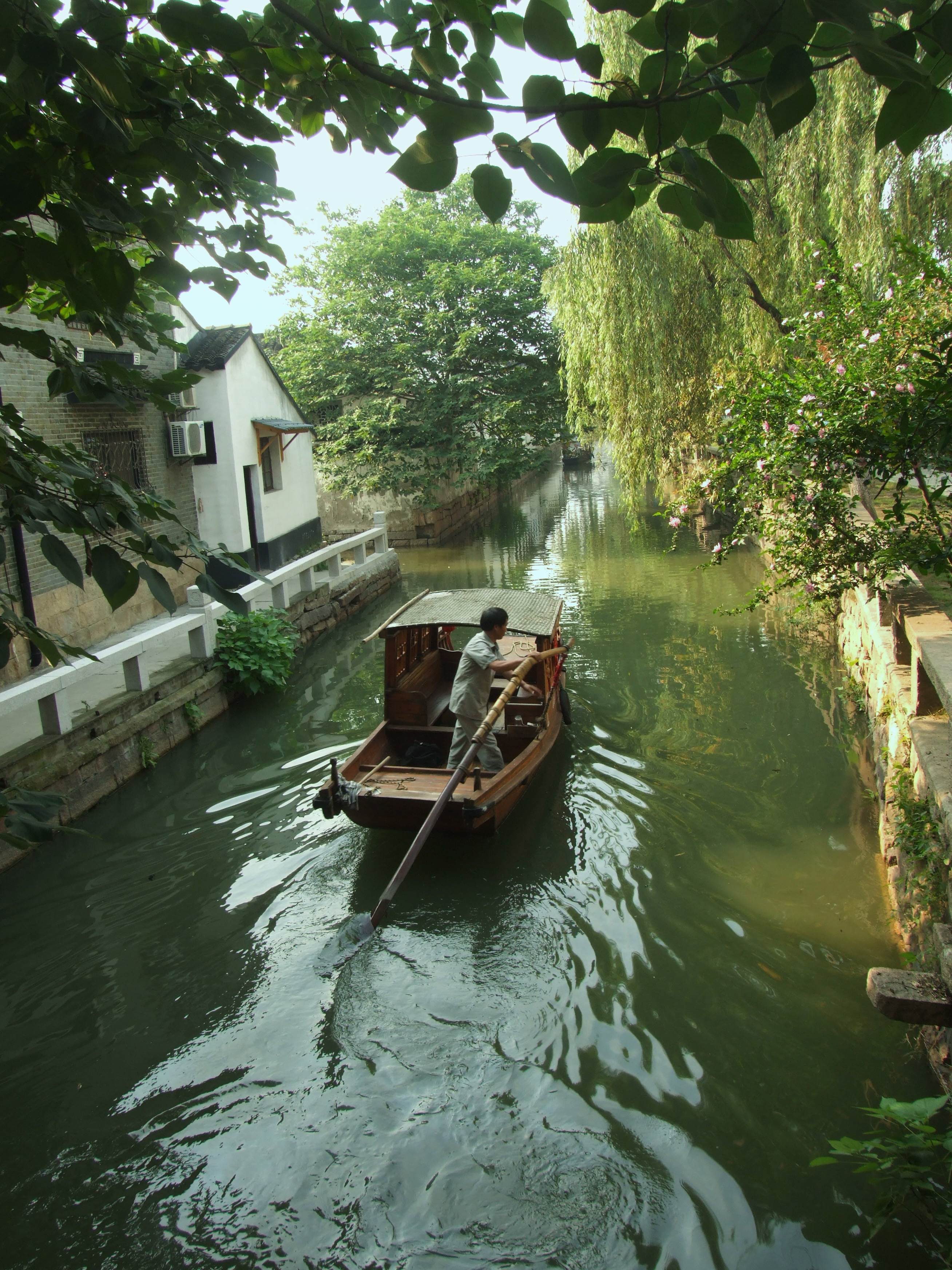
水郷の景観（蘇州市）

  - 江蘇省蘇州市 - 周荘、同里（中国語版）、木瀆（中国語版）、甪直等[6]
  - 上海市 - 朱家角
  - 浙江省嘉興市 - 西塘、烏鎮

### 日本
- 千葉県香取市

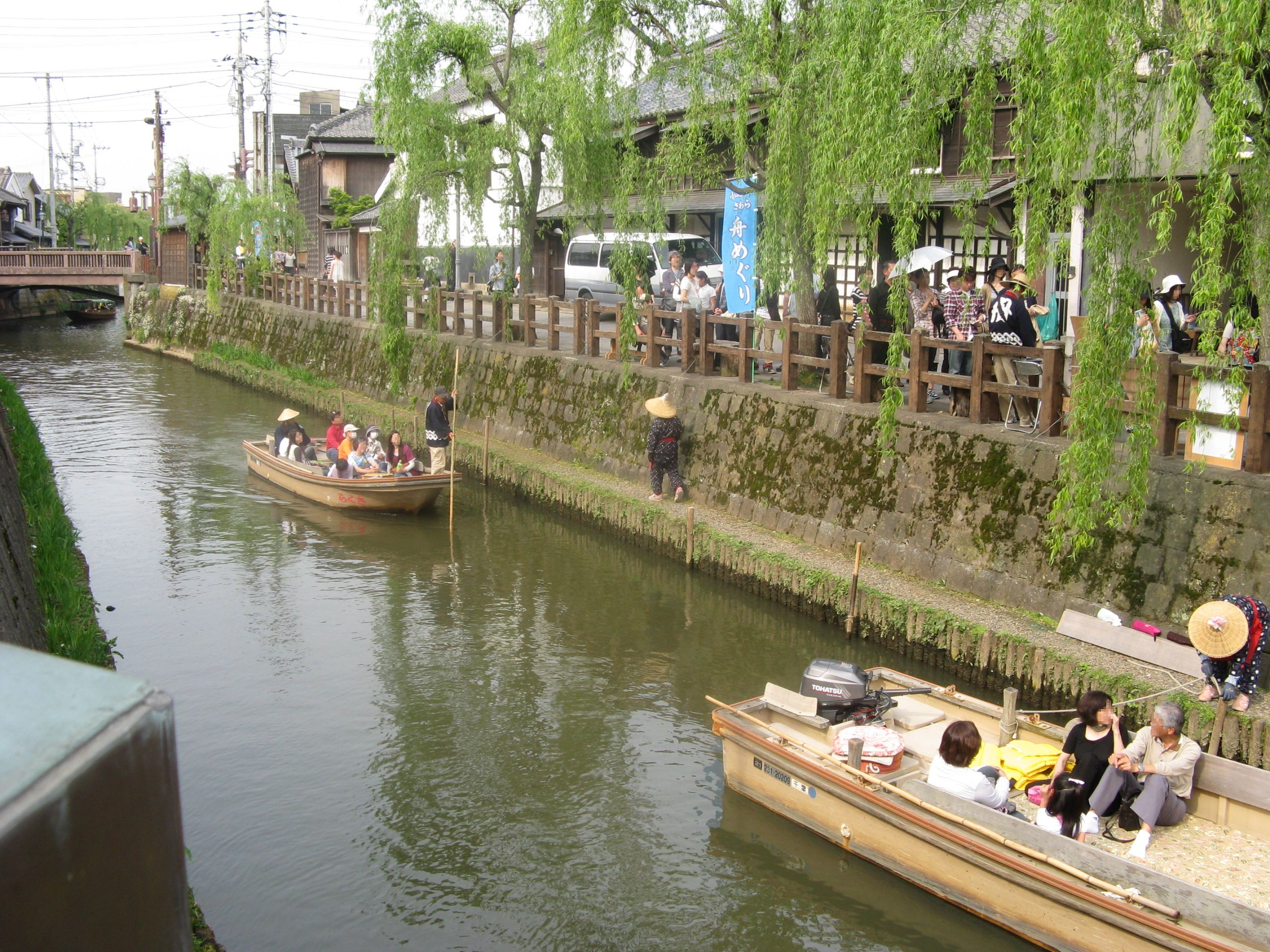
佐原（香取市）

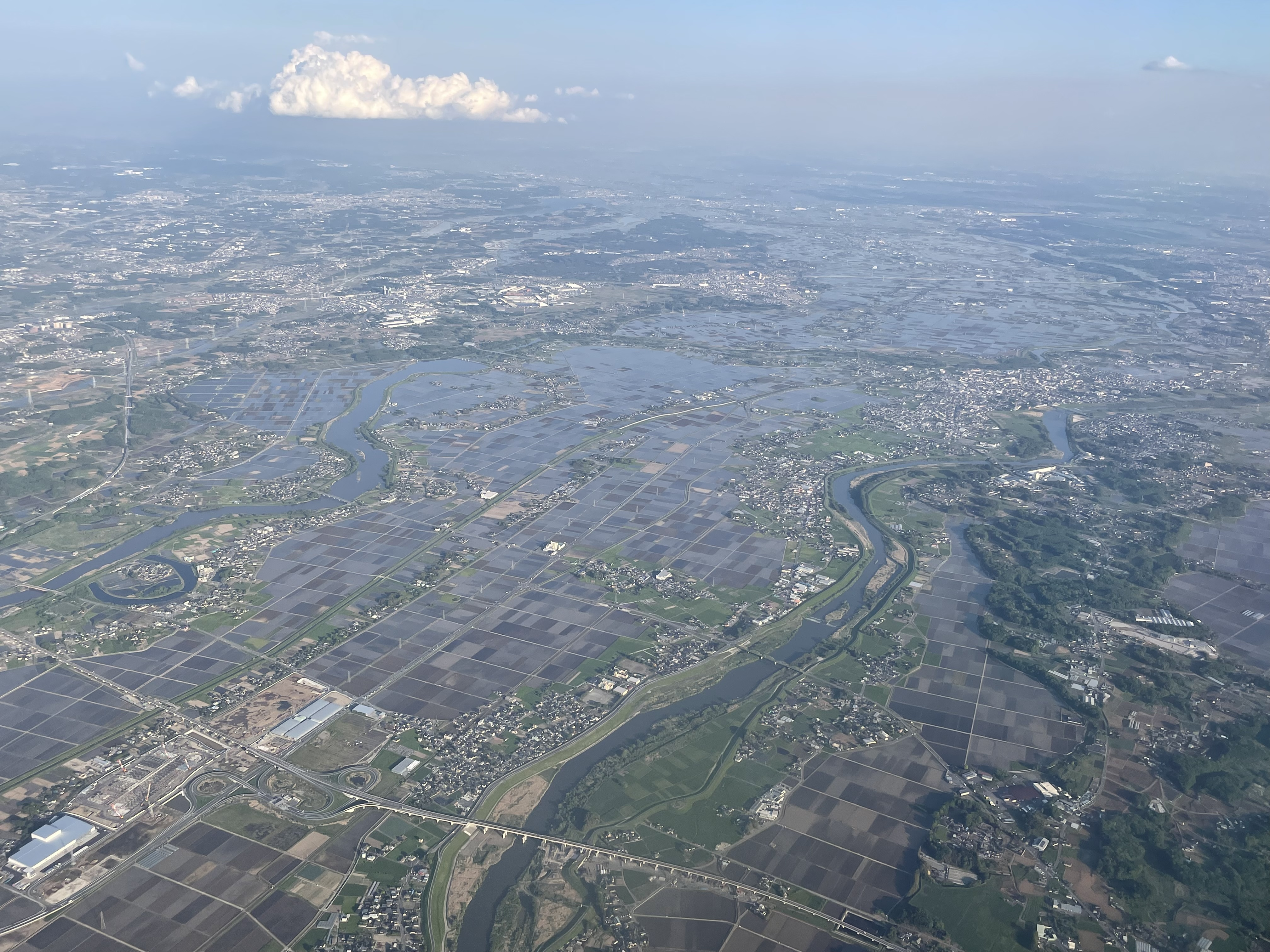
茨城県の鬼怒川流域で広がる水郷地帯。（常総市上空から撮影）

  - 利根川下流域の十六島（十二橋駅周辺）に広がる低湿地地帯。また、佐原の町並みは「水郷の町」とも称されている。水郷筑波国定公園として指定されている。
- 茨城県潮来市
  - 利根川下流域の十六島および前川から霞ヶ浦一帯に広がる低湿地地帯。水郷筑波国定公園として指定されている。
- 茨城県鹿嶋市
- 群馬県邑楽郡板倉町
  - 利根川・渡良瀬川合流点に低湿地帯が広がる。「利根川・渡良瀬川合流域の水場景観」の名称で重要文化的景観として選定されている[7]。群馬の水郷も参照。
- 埼玉県越谷市
  - 江戸時代まで荒川（元荒川）と利根川（古利根川）が交わっていた地点であり、現在でも水辺を生かした開発が行われている[8]。
- 東京都水元公園
  - 葛飾区にある水郷公園。地名としての水元公園の他、葛飾区水元猿町・東金町・埼玉県三郷市に広がる。
- 神奈川県相模原市
  - 田名地区は、古くは「鮎川」と呼ばれたとされる相模川の風光明媚な景観と相まって大正期以降「水郷田名」の名で知られるようになった。
- 岐阜県大垣市[9]
- 滋賀県近江八幡市
  - 西の湖周辺のヨシ原と旧八幡城城下町の八幡堀は「近江八幡の水郷」として景観法適用第1号となった。
- 島根県松江市[10]
- 福岡県柳川市
  - 市街地に水の城と呼ばれた柳川城の掘割が縦横に走る。柳川を水郷と呼んだのは北原白秋が最初と言われている[11]。満潮になると海面が河口よりも高くなるため川の水が排水できない。川の水を貯めこみ洪水を起こさないようにするために掘割が築かれ、その総延長は930kmにも及ぶ[12]。その景観から2015年には国指定名勝とされた[13]。
- 大分県日田市
  - 「すいごう」ではなく「すいきょう」と呼ぶ。日田盆地に流れ込む多くの河川は三隈川（筑後川）に合流し、日田温泉（隈町）の南に広がる「銭渕」（ぜにぶち）と呼ばれる広い水面には夏になると多くの屋形船が漕ぎ出し鵜飼や宴などの舟遊びが行われる[14]。もともと日田は、水利の悪い土地柄であったが、江戸後期に豆田町の商家6世廣瀬久兵衛（広瀬淡窓の弟）が治水工事を行い、農業用水や通船の水路を張り巡らせたことが水郷と呼ばれる礎となった[15]。
- 宮崎県延岡市